# Новорождественське сільське поселення (Томський район)
Новорожде́ственське сільське поселення (рос. Новорождественское сельское поселение) — сільське поселення у складі Томського району Томської області Росії.
Адміністративний центр — село Новорождественське.
Населення сільського поселення становить 1608 осіб (2019; 1791 2010, 1923 у 2002).

## Склад
До складу сільського поселення входять:
| Населений пункт          | Населення, осіб (2002) | Населення, осіб (2010) |
| ------------------------ | ---------------------- | ---------------------- |
| Мазалово, присілок       | 591                    | 522                    |
| Новорождественське, село | 1074                   | 1064                   |
| Новостройка, присілок    | 36                     | 17                     |
| Романовка, присілок      | 221                    | 181                    |
| Усманка, присілок        | 1                      | 7                      |